# غاردن سيتي (كولورادو)
غاردن سيتي (بالإنجليزية: Garden City, Colorado)‏ هي بلدة تقع في مقاطعة ويلد، كولورادو بولاية كولورادو في الولايات المتحدة. تأسست عام 1935، تبلغ مساحتها 0.3 (كم²)، وترتفع عن سطح البحر 1431 م، بلغ عدد سكانها 357 نسمة في عام 2000 حسب إحصاء مكتب تعداد الولايات المتحدة وتصل الكثافة السكانية فيها 1190 نسمة/كم2.

## وصلات خارجية
- The US50 - Cities and Towns in Colorado State
- Colorado Cities and Towns, Facts, Map, Flag, Colleges, Government, and More